# Chocowinity
La ville de Chocowinity est située dans le comté de Beaufort, dans l’État de Caroline du Nord, aux États-Unis. Elle comptait 720 habitants en 2008.

## Source
- (en) Cet article est partiellement ou en totalité issu de l’article de Wikipédia en anglais intitulé « Chocowinity, North Carolina » (voir la liste des auteurs).